# Carlos Gabín
Carlos Gabín (25 novembre 1906 – 1956) è stato un cestista uruguaiano.

## Carriera
Con l'Uruguay ha disputato 5 partite alle Olimpiadi del 1936, classificandosi al 6º posto.
Ha inoltre vinto la medaglia d'oro al Campionato sudamericano del 1930, l'argento nell'edizione 1937 e il bronzo nel 1935.